# Anton Friedrich Justus Thibaut

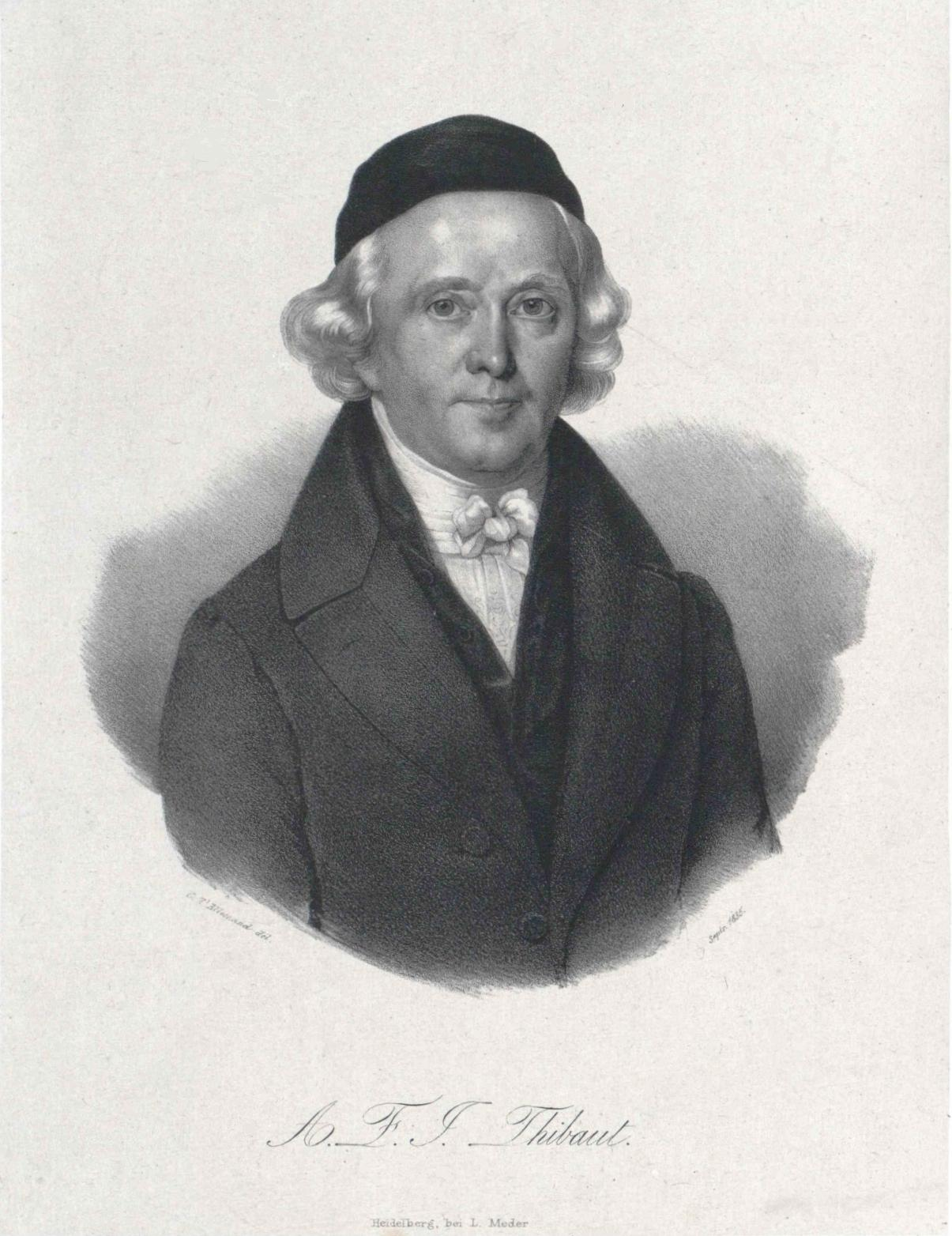
Anton Friedrich Justus Thibaut

Anton Friedrich Justus Thibaut (* 4. Januar 1772 in Hameln; † 28. März 1840 in Heidelberg) war ein deutscher Rechtswissenschaftler. Sein Bruder, Bernhard Friedrich Thibaut, war Professor für Mathematik in Göttingen.

## Leben
Nach dem Studium an der Georg-August-Universität Göttingen, der Christian-Albrechts-Universität zu Kiel und der Albertus-Universität Königsberg wurde Thibaut zunächst 1796 Privatdozent, 1798 außerordentlicher, 1801 schließlich ordentlicher Professor für römisches Recht in Kiel.  Nach anschließender, kurzer Tätigkeit an der Friedrich-Schiller-Universität Jena wurde Anton Friedrich Justus Thibaut 1805 als Ordinarius für römisches Recht an die Ruprecht-Karls-Universität Heidelberg berufen, wo er bis zu seinem Tod 1840 lehrte. Er war auch Richter an einem Obergericht in Frankfurt. 1800 heiratete er Henriette Ehlers, Tochter des Kieler Pädagogen Martin Ehlers; sie hatten sieben Kinder, von denen drei früh starben.
Thibauts Tätigkeitsschwerpunkt war die im hergebrachten römischen Recht gründende Pandektenwissenschaft. Diese wollte er für ein alle deutschen Staaten verbindendes, gemeinsames Gesetzbuch dienlich gestalten. Im wissenschaftlichen Disput über die Frage, ob es sich empfehle, das Zivilrecht, darüber hinaus auch noch das Straf- und Prozessrecht in Deutschland überhaupt zu kodifizieren – dem so genannten Kodifikationsstreit – stand er mit seiner befürwortenden Ansicht im Widerspruch zur Auffassung Friedrich Carl von Savignys, der die Voraussetzungen für die Schaffung eines solchen Gesetzbuches als nicht gegeben erachtete und stattdessen für ein organisches Voranschreiten der Rechtswissenschaft plädierte (in: „Vom Beruf unserer Zeit für Gesetzgebung und Rechtswissenschaft“, 1814). Die in Thibauts Schrift „Über die Nothwendigkeit eines allgemeinen bürgerlichen Rechts für Deutschland“ formulierte Forderung scheiterte in einer vom konservativen Partikularismus geprägten Zeit folglich, insbesondere aber aufgrund der Dominanz Savignys. Thibaut war badischer Geheimer Staatsrat und Ehrenbürger Heidelbergs. Von 1805 bis 1807 und nochmals 1821 war er Rektor der Universität Heidelberg. 1819 wurde er als Vertreter der Universität Heidelberg Mitglied der Ersten Kammer der Badischen Ständeversammlung.

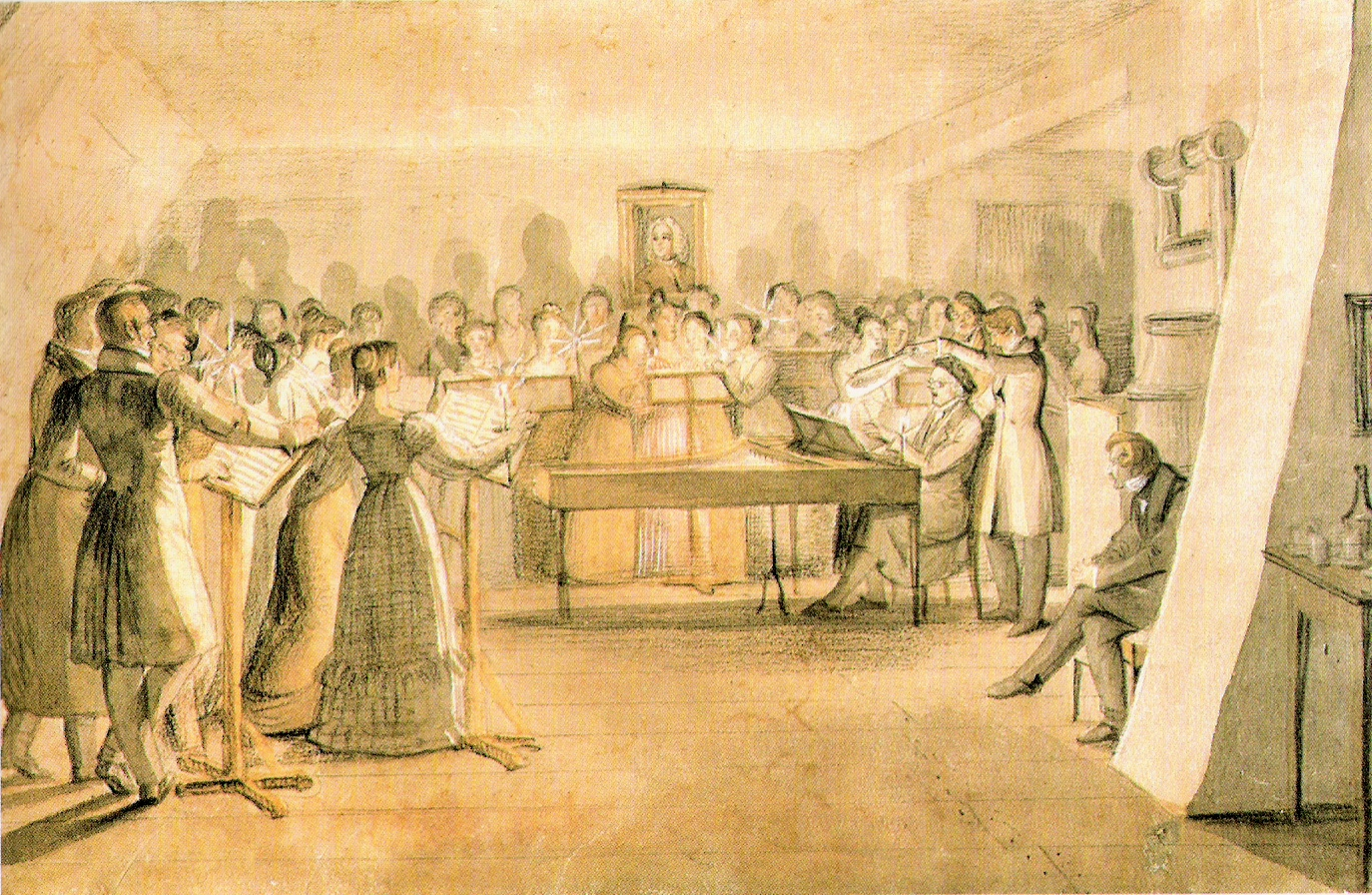
Chorprobe bei Anton Friedrich Thibaut, die Sänger werden an einem Cembalo begleitet

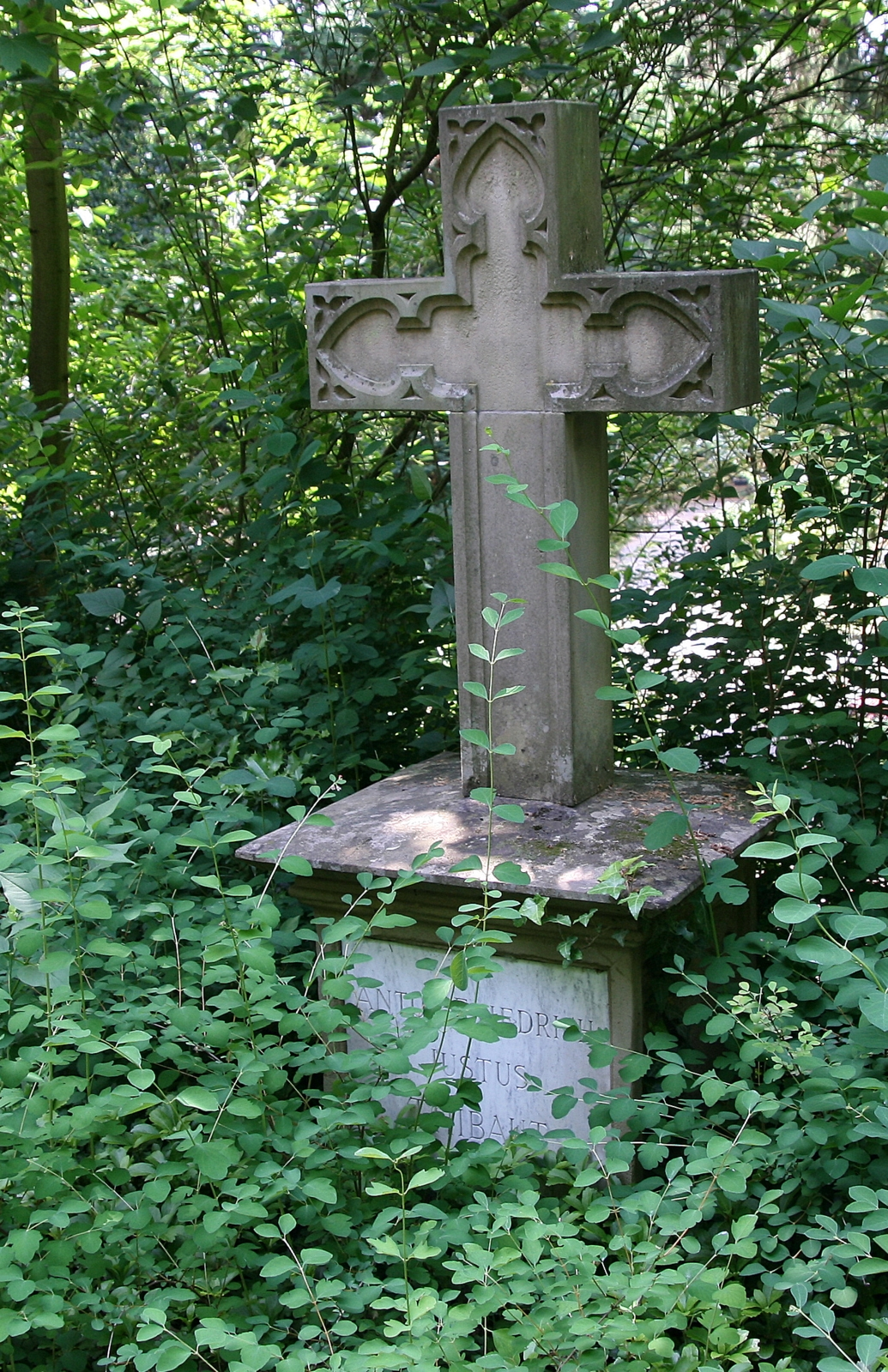
Ehrengrab von Anton Friedrich Justus Thibaut, in der so genannten Professorenreihe der (Abt. D), auf dem Heidelberger Bergfriedhof gelegen

In seinem 1825 erschienenen Werk „Über Reinheit der Tonkunst“ wandte er sich gegen angebliche Missbräuche in der Kirchenmusik und forderte eine Rückkehr zu „klassischen“ Komponisten wie Giovanni Pierluigi da Palestrina, Tomás Luis de Victoria und Orlando di Lasso. Dieses Werk fand weithin große Zustimmung und kann als eine Wurzel des Cäcilianismus gelten.
Am 28. März 1840 verstarb Anton Friedrich Justus Thibaut in Heidelberg, und am 1. April wurde auf dem St. Anna-Kirchhof in Heidelberg sein feierliches Leichenbegängnis mit akademischem Zeremoniell begangen.
Nachdem der St. Anna-Kirchhof aus hygienischen Gründen aufgelassen werden musste,  wurden die Gebeine Thibauts auf den Heidelberger Bergfriedhof umgebettet. Seit 1875 befindet sich Thibauts Grabstätte dort, in der Abteilung D, in der so genannten Professorenreihe. Die Grabstätte schmückt ein Maßwerk verziertes Kreuz, das auf einem Inschriften-Postament errichtet ist.

## Werke (Auswahl)
- System des Pandektenrechts, Erster Band, Jena, bey Johann Michael Mauke. 1803 Digitalisat
- Über die Notwendigkeit eines allgemeinen bürgerlichen Rechts in Deutschland, Heidelberg, bey Mohr und Zimmer. 1814 Digitalisat
  - (Digitalisat beim Max-Planck-Institut für europäische Rechtsgeschichte)
- Ueber Vergleiche gegen rechtskräftige Urteile. In: Archiv für civilistische Praxis, Band 9, S. 301 ff.
- Ueber Reinheit der Tonkunst, Heidelberg, im Verlag von J. C. B. Mohr. 1825 Digitalisat
- Ueber Reinheit der Tonkunst. Zweyte, vermehrte Ausgabe. Heidelberg, im Verlag von J. C. B. Mohr. 1826.